# Coppa Italia di Serie A2 2016-2017 (pallavolo femminile)
La Coppa Italia di Serie A2 2016-2017 si è svolta dal 18 gennaio al 12 marzo 2017: al torneo hanno partecipato otto squadre di club italiane e la vittoria finale è andata per la prima volta al Filottrano.

## Regolamento
Le squadre hanno disputato quarti di finale, semifinali, entrambe giocate con gare di andata e ritorno (viene disputato un golden set in caso di parità di set vinti), e finale.

## Squadre partecipanti
| Squadra       | Qualificazione                          | Ultima partecipazione            |
| ------------- | --------------------------------------- | -------------------------------- |
| Chieri '76    | 7ª al girone di andata Serie A2 2016-17 | Coppa Italia di Serie A2 2015-16 |
| Filottrano    | 1ª al girone di andata Serie A2 2016-17 | Coppa Italia di Serie A2 2015-16 |
| Golem         | 8ª al girone di andata Serie A2 2016-17 | Debutto                          |
| Lilliput      | 4ª al girone di andata Serie A2 2016-17 | Debutto                          |
| Pesaro        | 2ª al girone di andata Serie A2 2016-17 | Coppa Italia di Serie A2 2015-16 |
| SAB           | 3ª al girone di andata Serie A2 2016-17 | Debutto                          |
| Soverato      | 6ª al girone di andata Serie A2 2016-17 | Coppa Italia di Serie A2 2015-16 |
| Trentino Rosa | 5ª al girone di andata Serie A2 2016-17 | Coppa Italia di Serie A2 2015-16 |

## Torneo

### Tabellone
|  | Quarti | Quarti        | Quarti | Quarti |  |   | Semifinali | Semifinali    | Semifinali | Semifinali |  |   | Finale     | Finale | Finale |
|  |        |               |        |        |  |   |            |               |            |            |  |   |            |        |        |
|  | 1      | Filottrano    | 3      | 3      |  |   |            |               |            |            |  |   |            |        |        |
|  | 1      | Filottrano    | 3      | 3      |  |   |            |               |            |            |  |   |            |        |        |
|  | 8      | Golem         | 0      | 2      |  |   |            |               |            |            |  |   |            |        |        |
|  | 8      | Golem         | 0      | 2      |  | 1 | Filottrano | 3             | 3          |            |  |   |            |        |        |
|  |        |               |        |        |  | 1 | Filottrano | 3             | 3          |            |  |   |            |        |        |
|  |        |               |        |        |  |   | 5          | Trentino Rosa | 0          | 2          |  |   |            |        |        |
|  | 4      | Lilliput      | 0      | 2      |  |   | 5          | Trentino Rosa | 0          | 2          |  |   |            |        |        |
|  | 4      | Lilliput      | 0      | 2      |  |   |            |               |            |            |  |   |            |        |        |
|  | 5      | Trentino Rosa | 3      | 3      |  |   |            |               |            |            |  |   |            |        |        |
|  | 5      | Trentino Rosa | 3      | 3      |  |   |            |               |            |            |  | 1 | Filottrano | 3      |        |
|  |        |               |        |        |  |   |            |               |            |            |  | 1 | Filottrano | 3      |        |
|  |        |               |        |        |  |   |            |               |            |            |  |   | 2          | Pesaro | 1      |
|  | 2      | Pesaro        | 3      | 3      |  |   |            |               |            |            |  |   | 2          | Pesaro | 1      |
|  | 2      | Pesaro        | 3      | 3      |  |   |            |               |            |            |  |   |            |        |        |
|  | 7      | Chieri '76    | 0      | 1      |  |   |            |               |            |            |  |   |            |        |        |
|  | 7      | Chieri '76    | 0      | 1      |  | 2 | Pesaro     | 3             | 3          |            |  |   |            |        |        |
|  |        |               |        |        |  | 2 | Pesaro     | 3             | 3          |            |  |   |            |        |        |
|  |        |               |        |        |  |   | 3          | SAB           | 1          | 0          |  |   |            |        |        |
|  | 3      | SAB           | 3      | 3      |  |   | 3          | SAB           | 1          | 0          |  |   |            |        |        |
|  | 3      | SAB           | 3      | 3      |  |   |            |               |            |            |  |   |            |        |        |
|  | 6      | Soverato      | 1      | 0      |  |   |            |               |            |            |  |   |            |        |        |
|  | 6      | Soverato      | 1      | 0      |  |   |            |               |            |            |  |   |            |        |        |

### Risultati

#### Quarti di finale

##### Andata
| 18 gennaio 2017 PalaSurace, Palmi Durata: 1h:10 - Spettatori: ?        | Golem         | 0 - 3 | Filottrano | 22-25, 18-25, 18-25        |
| 18 gennaio 2017 PalaSanbapolis, Trento Durata: 1h:15 - Spettatori: ?   | Trentino Rosa | 3 - 0 | Lilliput   | 26-24, 25-19, 25-13        |
| 18 gennaio 2017 PalaPaninfarina, Santena Durata: 1h:11 - Spettatori: ? | Chieri '76    | 0 - 3 | Pesaro     | 23-25, 9-25, 21-25         |
| 18 gennaio 2017 PalaScoppa, Soverato Durata: 1h:52 - Spettatori: ?     | Soverato      | 1 - 3 | SAB        | 23-25, 25-23, 21-25, 14-25 |

##### Ritorno
| 24 gennaio 2017 PalaBaldinelli, Osimo Durata: 1h:45 - Spettatori: ?                    | Filottrano | 3 - 2 | Golem         | 25-19, 22-25, 22-25, 25-14, 15-11 |
| 25 gennaio 2017 Palazzetto dello Sport, Settimo Torinese Durata: 1h:55 - Spettatori: ? | Lilliput   | 2 - 3 | Trentino Rosa | 27-25, 25-23, 13-25, 19-25, 17-19 |
| 25 gennaio 2017 PalaCampanara, Pesaro Durata: 1h:35 - Spettatori: ?                    | Pesaro     | 3 - 1 | Chieri '76    | 18-25, 25-18, 25-20, 25-16        |
| 25 gennaio 2017 PalaBorsani, Castellanza Durata: 1h:07 - Spettatori: 210               | SAB        | 3 - 0 | Soverato      | 25-22, 25-20, 25-23               |

#### Semifinali

##### Andata
| 8 febbraio 2017 PalaSanbapolis, Trento Durata: 1h:08 - Spettatori: ?     | Trentino Rosa | 0 - 3 | Filottrano | 19-25, 10-25, 18-25        |
| 8 febbraio 2017 PalaBorsani, Castellanza Durata: 1h:40 - Spettatori: 315 | SAB           | 1 - 3 | Pesaro     | 15-25, 21-25, 25-22, 23-25 |

##### Ritorno
| 15 febbraio 2017 PalaBaldinelli, Osimo Durata: 1h:53 - Spettatori: ? | Filottrano | 3 - 2 | Trentino Rosa | 23-25, 25-17, 25-23, 23-25, 15-6 |
| 15 febbraio 2017 PalaCampanara, Pesaro Durata: 1h:16 - Spettatori: ? | Pesaro     | 3 - 0 | SAB           | 26-24, 26-24, 25-21              |

#### Finale
| 12 marzo 2017 PalaBaldinelli, Osimo Durata: 1h:34 - Spettatori: 3 481 | Filottrano | 3 - 1 | Pesaro | 25-17, 17-25, 25-20, 25-15 |